# 고토우라정 (오카야마현)
고토우라정(琴浦町)은 오카야마현 고지마군에 있던 정이다. 현재의 구라시키시에 해당한다.

## 역사
- 1907년 4월 1일 - 고노촌, 다노쿠치촌이 합병해 고토우라촌이 신설하였다.
- 1915년 11월 1일 - 정으로 승격해 고토우라정이 되었다.
- 1956년 4월 1일 - 고지마시 (초대), 고토우라정이 합병해 고지마시 (2대)가 신설, 고토우라정은 폐지되었다.
- 1967년 2월 1일 - 고지마시 (2대), 구라시키시 (초대), 다마노시와 합병해 구라시키시 (2대)가 신설되었다.

## 참고문헌
- 巌津政右衛門『岡山地名事典』（1974年）日本文教出版社
- 岡山県大百科事典編集委員会『岡山地名事典』（1979年）山陽新聞社
- 渡辺光・中野尊正・山口恵一郎・式正英『日本地名大辞典2 中国・四国』（1968年）朝倉書店
- 下中直也『日本地名大系第三四巻 岡山県の地名』（1988年）平凡社
- 黒田茂夫『県別マップル33 岡山県広域・詳細道路地図』（2010年）昭文社